# Municipio de Decatur (Illinois)
El municipio de Decatur (en inglés: Decatur Township) es un municipio ubicado en el condado de Macon en el estado estadounidense de Illinois. En el año 2010 tenía una población de 52915 habitantes y una densidad poblacional de 656,4 personas por km².

## Geografía
El municipio de Decatur se encuentra ubicado en las coordenadas 39°50′47″N 88°57′30″O / 39.84639, -88.95833. Según la Oficina del Censo de los Estados Unidos, el municipio tiene una superficie total de 80.61 km², de la cual 75.31 km² corresponden a tierra firme y (6.58%) 5.3 km² es agua.

## Demografía
Según el censo de 2010, había 52915 personas residiendo en el municipio de Decatur. La densidad de población era de 656,4 hab./km². De los 52915 habitantes, el municipio de Decatur estaba compuesto por el 66.66% blancos, el 28.4% eran afroamericanos, el 0.24% eran amerindios, el 0.46% eran asiáticos, el 0.04% eran isleños del Pacífico, el 0.78% eran de otras razas y el 3.43% pertenecían a dos o más razas. Del total de la población el 1.99% eran hispanos o latinos de cualquier raza.